# Liste von Ausbildungsberufen in Deutschland
Die Liste von Ausbildungsberufen in Deutschland gibt auszugsweise einen Überblick über die in Deutschland zur Verfügung stehenden Ausbildungsberufe. Nicht alle angebotenen Berufe werden nachgefragt und nicht alle nachgefragten werden angeboten. Bei den Ausbildungsberufen lässt sich eine geschlechtsspezifische Verteilung beobachten.
Dem Bundesinstitut für Berufsbildung (BIBB) zufolge gab es zum 1. Oktober 2019 insgesamt 325 anerkannte Ausbildungsberufe.
Die Liste enthält auch Berufe, zu denen eine Ausbildung im umgangssprachlichen Sinne erfolgt, aber nicht im dualen System, sondern auf besonderen Fachschulen.

## Wirtschaft und Verwaltung

### Absatzwirtschaft und Kundenberatung
- Automobilkaufmann
- Bankkaufmann
- Buchhändler
- Drogist
- Immobilienkaufmann
- Investmentfondskaufmann
- Kaufmann für Dialogmarketing
- Kaufmann im E-Commerce
- Kaufmann im Einzelhandel
- Kaufmann im Gesundheitswesen
- Kaufmann im Groß- und Außenhandel
- Kaufmann für Tourismus und Freizeit
- Kaufmann für Versicherungen und Finanzen (früher: Versicherungskaufmann)
- Musikalienhändler
- Pharmazeutisch-kaufmännischer Angestellter
- Sport- und Fitnesskaufmann
- Tankwart
- Verkäufer

### Medienkaufleute
- Kaufmann für audiovisuelle Medien
- Kaufmann für Marketingkommunikation
- Medienkaufmann Digital und Print
- Veranstaltungskaufmann

### Kaufmännische Verwaltung
- Kaufmann für Büromanagement (ersetzt seit 1. August 2014: Bürokaufmann, Kaufmann für Bürokommunikation und Fachangestellter für Bürokommunikation)
- Industriekaufmann
- Kaufmann im Gesundheitswesen
- Fachpraktiker für Bürokommunikation

## Recht und Öffentliche Verwaltung
- Fachangestellter für Arbeitsmarktdienstleistungen
- Fachangestellter für Medien- und Informationsdienste
- Justizfachangestellter
- Notarfachangestellter
- Patentanwaltsfachangestellter
- Rechtsanwalts- und Notarfachangestellter
- Rechtsanwaltsfachangestellter
- Sozialversicherungsfachangestellter
- Steuerfachangestellter
- Verwaltungsfachangestellter
- Laufbahnausbildung als Beamter: siehe unter Anwärter

## Verkehr, Transport und Logistik

### Kaufmännische Verkehrsberufe
- Fachkraft für Kurier-, Express- und Postdienstleistungen
- Fachkraft für Möbel-, Küchen- und Umzugsservice
- Kaufmann für Kurier-, Express- und Postdienstleistungen
- Kaufmann für Spedition und Logistikdienstleistung (früher: Speditionskaufmann)
- Kaufmann für Verkehrsservice
- Kaufmann im Eisenbahn- und Straßenverkehr
- Luftverkehrskaufmann
- Reiseverkehrskaufmann
- Schifffahrtskaufmann
- Servicekaufmann im Luftverkehr

### Transport und Logistik
- Berufskraftfahrer
- Binnenschiffer
- Eisenbahner im Betriebsdienst
- Ewerführer
- Fachkraft für Lagerlogistik
- Fachkraft für Lagerwirtschaft
- Fachlagerist
- Fachkraft für Kurier-, Express und Postdienstleistungen
- Fachkraft im Fahrbetrieb
- Hafenschiffer
- Fachkraft für Hafenlogistik (früher: Seegüterkontrolleur)
- Servicefahrer

## Bergbau
- Aufbereitungsmechaniker
- Berg- und Maschinenmann
- Bergbautechnologe

## Metallberufe

### Fertigungstechnik
- Behälter- und Apparatebauer
- Bohrwerkdreher
- Büchsenmacher
- Chirurgiemechaniker
- Drahtwarenmacher
- Drahtzieher
- Federmacher
- Feinpolierer
- Feinwerkmechaniker
- Fertigungsmechaniker
- Galvaniseur
- Gerätezusammensetzer
- Gießereimechaniker
- Graveur
- Industriemechaniker
- Kabeljungwerker
- Maschinenzusammensetzer
- Maschinen- und Anlagenführer
- Metall- und Glockengießer
- Metallschleifer
- Metalltechniker (Österreich)
- Metallverformer
- Produktionstechnologe
- Revolverdreher
- Schleifer
- Schneidwerkzeugmechaniker
- Teilezurichter
- Verfahrensmechaniker für Kunststoff- und Kautschuktechnik
- Verfahrensmechaniker in der Hütten- und Halbzeugindustrie
- Vorpolierer Schmuck- und Kleingeräteherstellung (Industrie)
- Zerspanungsmechaniker

### Installations- und Metallbautechnik
- Anlagenmechaniker
- Anlagenmechaniker für Sanitär-, Heizungs- und Klimatechnik (früher: Zentralheizungs- und Lüftungsbauer)
- Kälteanlagenbauer
- Klempner
- Konstruktionsmechaniker
- Metallbauer

### Fahrzeugtechnik/Seefahrt
- Fahrradmonteur
- Fahrzeuginnenausstatter
- Fahrzeuglackierer
- Fluggerätmechaniker
- Karosserie- und Fahrzeugbaumechaniker
- Kraftfahrzeugmechatroniker
- Landmaschinenmechaniker
- Mechaniker für Karosserieinstandhaltungstechnik
- Mechaniker für Land- und Baumaschinentechnik
- Schiffsmechaniker
- Zweiradmechaniker

### Metallgestaltung
- Edelsteinfasser
- Goldschmied
- Hufschmied
- Metallbildner
- Silberschmied
- Uhrmacher
- Werkgehilfe Schmuckwarenindustrie, Taschen- und Armbanduhren

### Edelsteinberufe
- Diamantschleifer
- Edelsteingraveur
- Edelsteinschleifer

## Elektroberufe
- Elektroanlagenmonteur
- Elektroinstallateur
- Elektroniker Fachrichtung Automatisierungs- und Systemtechnik
- Elektroniker Fachrichtung Energie- und Gebäudetechnik
- Elektroniker für Automatisierungstechnik
- Elektroniker für Betriebstechnik
- Elektroniker für Gebäude- und Infrastruktursysteme
- Elektroniker für Geräte und Systeme
- Elektroniker für Gebäudesystemintegration
- Elektroniker für Maschinen und Antriebstechnik
- Elektroniker für luftfahrttechnische Systeme
- Elektroniker für Informations- und Telekommunikationstechnik
- Elektroniker
- Elektrotechnischer Assistent (ETA)
- Energieelektroniker
- Industrieelektriker
- Informationselektroniker
- Mechatroniker
- Mikrotechnologe
- Systemelektroniker

## IT-Berufe
- Fachinformatiker (Fachrichtungen Anwendungsentwicklung, Systemintegration sowie ab August 2020 Daten- und Prozessanalyse und digitale Vernetzung)[2]
- Industrietechnologe
- Kaufmann für Digitalisierungsmanagement (ab August 2020, zuvor Informatikkaufmann, zuvor EDV-Kaufmann)[2]
- IT-Systemelektroniker
- Kaufmann für IT-Systemmanagement (ab August 2020, zuvor IT-Systemkaufmann)[2]
- Mathematisch-technischer Softwareentwickler
- Systeminformatiker
- Technischer Assistent für Informatik
- Gestalter für immerive Medien

## Bauberufe
- Baugeräteführer

### Steinbearbeiter
- Naturwerksteinmechaniker
- Steinbildhauer
- Steinmetz

### Baustoffhersteller
- Betonfertigteilbauer
- Werksteinhersteller
- Verfahrensmechaniker in der Steine- und Erdenindustrie

### Tiefbau
- Asphaltbauer
- Brunnenbauer
- Gleisbauer
- Kanalbauer
- Rohrleitungsbauer
- Spezialtiefbauer
- Straßenbauer
- Straßenwärter
- Tiefbaufacharbeiter
- Wasserbauer

### Hochbau
- Backofenbauer
- Beton- und Stahlbetonbauer
- Fassadenmonteur
- Feuerungs- und Schornsteinbauer
- Gerüstbauer
- Hochbaufacharbeiter
- Maurer

### Ausbau
- Ausbaufacharbeiter
- Bauwerksabdichter
- Dachdecker
- Estrichleger
- Fliesen-, Platten- und Mosaikleger
- Industrie-Isolierer
- Isolierfacharbeiter
- Ofen- und Luftheizungsbauer
- Schiffszimmerer
- Stuckateur
- Trockenbaumonteur
- Wärme-, Kälte- und Schallschutzisolierer
- Zimmerer

### Maler
- Bauten- und Objektbeschichter
- Bühnenmaler und -plastiker
- Maler und Lackierer
- Schauwerbegestalter
- Schilder- und Lichtreklamehersteller
- Verfahrensmechaniker für Beschichtungstechnik
- Vergolder

### Raumausstatter
- Bodenleger
- Parkettleger
- Polster- und Dekorationsnäher
- Polsterer
- Raumausstatter

## Holzberufe
- Biologiemodellmacher
- Bootsbauer
- Bürsten- und Pinselmacher
- Drechsler (Elfenbeinschnitzer)
- Fachkraft für Holz- und Bautenschutzarbeiten
- Flechtwerkgestalter (früher: Korbmacher)
- Holzbearbeitungsmechaniker
- Holzbildhauer
- Holzmechaniker
- Holzspielzeugmacher
- Holz- und Bautenschützer
- Böttcher
- Leichtflugzeugbauer
- Rollladen- und Sonnenschutzmechatroniker (früher: Rollladen- und Jalousiebauer)
- Schirmmacher
- Spielzeughersteller
- Technischer Modellbauer
- Tischler (bzw. Schreiner)

## Musikinstrumentenberufe
- Bogenmacher (lat.: Agittarius)
- Geigenbauer
- Handzuginstrumentenmacher
- Holzblasinstrumentenmacher
- Klavier- und Cembalobauer
- Metallblasinstrumentenmacher
- Orgelbauer (bis 2018 Orgel- und Harmoniumbauer)
- Zupfinstrumentenmacher

## Textil- und Bekleidungsberufe

### Textilberufe
- Polster- und Dekorationsnäher
- Gestalter für visuelles Marketing
- Polsterer
- Produktgestalter Textil
- Produktionsmechaniker Textil
- Produktprüfer Textil
- Produktveredler Textil
- Raumausstatter
- Segelmacher
- Seiler
- Sticker
- Stricker
- Technischer Konfektionär
- Textillaborant
- Textilreiniger
- Weber

### Bekleidungsberufe
- Änderungsschneider
- Bekleidungstechnischer Assistent
- Maßschneider
- Modenäher
- Modeschneider
- Modist
- Designer

### Pelz- und Lederberufe
- Fachkraft für Lederverarbeitung (früher: Schuh- und Lederwarenstepper)
- Gerber
- Handschuhmacher
- Kürschner
- Pelzveredler
- Sattler
- Schuhfertiger
- Schuhmacher

## Chemie, Physik, Biologie

### Physikalisch/chemische Produktionsberufe
- Produktionsfachkraft Chemie
- Chemielaborjungwerker
- Chemikant
- Mikrotechnologe
- Pharmakant
- Wachszieher

### Laborberufe
- Baustoffprüfer
- Biologielaborant
- Biologisch-technischer Assistent
- Chemielaborant
- Chemisch-technischer Assistent
- Edelmetallprüfer
- Lacklaborant
- Landwirtschaftlich-technischer Laborant
- Landwirtschaftlicher Laborant
- Milchwirtschaftlicher Laborant
- Pharmazeutisch-technischer Assistent
- Physiklaborant
- Physikalisch-technischer Assistent
- Stoffprüfer (Chemie) Glas-, Keramische Industrie sowie Steine und Erden
- Textillaborant
- Werkstoffprüfer

## Keramik- und Glasberufe
- Dekorvorlagenhersteller
- Feinoptiker
- Figurenkeramformer
- Flachglasmechaniker
- Glas- und Porzellanmaler
- Glasapparatebauer
- Glasbläser
- Glasmacher
- Glasveredler
- Industriekeramiker Anlagentechnik
- Industriekeramiker Dekorationstechnik
- Industriekeramiker Modelltechnik
- Industriekeramiker Verfahrenstechnik
- Keramiker
- Leuchtröhrenglasbläser
- Manufakturporzellanmaler
- Thermometermacher
- Verfahrensmechaniker Glastechnik
- Verfahrensmechaniker für Brillenoptik

## Medienberufe

### Papierverarbeiter, Druckformenhersteller und Drucker
- Buchbinder
- Medientechnologe Druck
- Flexograf
- Mediengestalter Digital und Print
- Notenstecher
- Papiertechnologe
- Schriftsetzer
- Siebdrucker
- Steindrucker

### Audio und Video
- Fachangestellter für Medien- und Informationsdienste
- Fachkraft für Veranstaltungstechnik
- Film- und Videoeditor
- Mediengestalter Bild und Ton
- Mediengestalter Digital und Print
- Gestalter für immerive Medien
- Fotograf
- Fotolaborant
- Fototechnischer Assistent
- Filmkopienfertiger
- Fotomedienfachmann
- Fotomedienlaborant
- Gestaltungstechnischer Assistent
- Gestaltungs- und medientechnischer Assistent
- Grafikdesigner

### 3D und Gaming
- Gestalter für immerive Medien

## Gesundheit, Körperpflege, Soziales

### Gesundheitsfachberufe
- Altenpfleger
- Altenpflegehelfer
- Anästhesietechnischer Assistent
- Chirurgisch-Technischer Assistent
- Diätassistent
- Ergotherapeut
- Hebamme
- Heilerziehungspfleger
- Gesundheits- und Kinderkrankenpfleger
- Gesundheits- und Krankenpfleger
- Gesundheits- und Krankenpflegehelfer
- Logopäde
- Masseur und medizinischer Bademeister
- Medizinisch-technischer Assistent
- Medizinischer Fachangestellter (früher: Arzthelfer)
- Orthoptist
- Physiotherapeut
- Präparator
- Podologe
- Rettungsassistent bzw. Notfallsanitäter
- Zahnmedizinischer Fachangestellter (früher: Zahnarzthelfer)
- Operationstechnischer Assistent

### Sozialberufe
- Assistenz (Behindertenhilfe)
- Erzieher
- Heilerziehungspfleger

### Gesundheits-Handwerker
- Augenoptiker
- Hörgeräteakustiker
- Orthopädietechnik-Mechaniker
- Orthopädieschuhmacher
- Zahntechniker
- Fachkraft für Zahnmedizinische Angelegenheiten

### Körperpflege-Handwerker
- Friseur
- Kosmetiker
- Masseur

## Sonstige Dienstleistungsberufe
- Bestattungsfachkraft
- Fachangestellter für Bäderbetriebe
- Maskenbildner
- Servicefachkraft für Dialogmarketing
- Bauhoffacharbeiter
- Fachkraft für Schutz und Sicherheit
- Gebäudereiniger
- Schornsteinfeger

## Ernährungsberufe
- Brauer und Mälzer
- Brenner
- Bäcker
- Destillateur
- Fachkraft für Fruchtsafttechnik
- Fachkraft für Lebensmitteltechnik
- Fachkraft für Süßwarentechnik
- Fachverkäufer im Lebensmittelhandwerk
- Fleischer
- Konditor
- Molkereifachmann
- Müller (Verfahrenstechnologe/technologin Mühlen- und Getreidewirtschaft)
- Weinküfer

## Gastgewerbe und Hauswirtschaft
- Fachkraft im Gastgewerbe
- Fachkraft Küche
- Fachmann für Systemgastronomie
- Hauswirtschafter
- Hotelfachmann
- Hotelkaufmann
- Koch
- Restaurantfachmann

## Landwirtschaftliche Berufe
- Fachkraft Agrarservice
- Fischwirt
- Florist
- Forstwirt
- Gärtner
- Landwirt
- Landwirtschaftlich-technischer Assistent
- Pferdewirt
- Pflanzentechnologe
- Revierjäger
- Tiermedizinischer Fachangestellter (früher: Tierarzthelfer)
- Tierpfleger
- Tierwirt
- Veterinärmedizinisch-technischer Assistent
- Winzer

## Umweltschutzberufe
- Fachkraft für Abwassertechnik
- Fachkraft für Kreislauf- und Abfallwirtschaft
- Fachkraft für Rohr-, Kanal- und Industrieservice
- Fachkraft für Wasserversorgungstechnik
- Umweltschutztechnischer Assistent

## Technische Berufe
- Baustoffprüfer
- Bauzeichner
- Denkmaltechnischer Assistent
- Fachkraft für Straßen- und Verkehrstechnik
- Fachkraft für Wasserwirtschaft
- Geomatiker
- Technischer Produktdesigner
- Technischer Zeichner
- Vermessungstechniker
- Verpackungsmittelmechaniker
- Werkfeuerwehrmann
- Werkstoffprüfer